# The Indian Scout's Vengeance
The Indian Scout's Vengeance è un cortometraggio muto del 1910 diretto da Sidney Olcott (dubbioso) che ne firma anche la sceneggiatura. È conosciuto anche con il titolo An Indian Scout's Revenge.

## Produzione
Il film fu prodotto dalla Kalem Company.

## Distribuzione
Distribuito dalla Kalem Company, il film - un cortometraggio di una bobina - uscì nelle sale cinematografiche USA il 25 febbraio 1910.